# Гурвич, Леонид Абрамович
Леони́д Абра́мович Гу́рвич (англ. Leonid Hurwicz; 21 августа 1917[…], Москва — 24 июня 2008[…], Миннеаполис, Миннесота) —  американский экономист польско-еврейского происхождения, почётный профессор Университета Миннесоты.
Работал в Комиссии Коулса, лауреат премии по экономике памяти Альфреда Нобеля за 2007 год за работу совместно с Эриком Маскиным и Роджером Майерсоном над теорией оптимальных механизмов. Старейший экономист, получивший премию памяти Альфреда Нобеля (это произошло в 90 лет).

## Биография

### Детство и молодые годы
Родился 8 августа (по старому стилю) 1917 года в Москве, за два месяца до Октябрьской революции, в еврейской семье. Отец — Абрам Максович (Мойшевич) Гурвич (1889—1981), выпускник Сорбонны, был юристом из осевшей в Варшаве семьи из местечка Шавланы Сувалкской губернии; мать — София Шлиомовна Гурвич (урождённая Салямон, 1893—1956), происходила из Стависок. Его семья покинула Москву в январе 1919 года и вернулась в Варшаву; родители отца до конца жизни (1934) оставались в Москве.
После получения в 1938 году степени магистра права (LL.M.) в Варшавском университете продолжил обучение в Лондонской школе экономики, где посещал лекции Николаса Калдора и Фридриха Хайека.
В 1939 году поехал в Женеву, но уже 1 сентября 1939 года началась Вторая мировая война. Его родители и брат бежали от войны из Варшавы и попали в советские лагеря. Ему повезло больше, он прожил некоторое время в Швейцарии, где продолжал обучение в женевском Институте международных исследований и посещал семинар Людвига фон Мизеса, а также в Португалии.

### Эмиграция в США
В 1940 году он уехал в США, где успел поработать ассистентом у Пола Самуэльсона (в 1941 году в Массачусетском технологическом институте) и Оскара Ланге (в Чикагском университете). В ходе войны Леонид Гурвич работал преподавателем в Институте метеорологии Чикагского университета, одновременно преподавая статистику на экономическом факультете. Также он принимал участие в работе Комиссии Коулса по исследованиям в области экономики (с января 1942 по июнь 1946 года, а также с октября 1950 по январь 1951, продолжая оставаться консультантом до 1961 года).
В 1944 году женился на Эвелин Дженсен (Evelyn Jensen, родилась 31 октября 1921 года), которая родила ему четырёх детей: Сару (1946), Майкла (1949), Рут (1951) и Максима (1953).

### Преподавательская и исследовательская работа
На 1945—1946 год Гурвич получил стипендию Джона Саймона Гуггенхайма, а в 1946 году стал доцентом (associate professor) Колледжа Штата Айова (Iowa State College).
В 1951 году Леонид Гурвич становится профессором экономики и математики в Школе Бизнеса и Администрирования при Университете Миннесоты (в котором работал до самой смерти). В 1961 году избран деканом факультета статистики, в 1969 году — именным профессором экономики (Regents' Professor of Economics). В 1988 году профессор Л. Гурвич вышел в отставку (как full-time professor), но с 1989 года являлся почётным профессором экономики имени Куртиса Карлсона (Curtis L. Carlson Professor of Economics) и продолжал читать в осеннем семестре аспирантский курс по экономике. Он преподавал ряд экономических дисциплин: математическую экономику, экономику благосостояния, механизмы и институты общественной экономики.
Также Гурвич сотрудничал с редакциями нескольких журналов: при его участии были составлены сборники для Издательства Кембриджского университета (в 1978 году «Studies in Resource Allocation Processes», вместе с Кеннетом Эрроу, в 1987 — «Social Goals and Social Organization», совместно с Д. Шмейдлером и У. Сонненшайном). Публиковался в журналах «Обзор экономического проектирования», «Экономическая теория» и «Достижения в области математической экономики» (2001—2003 годы). Лично получить Нобелевскую премию из-за пожилого возраста не смог, на момент вручения премии Гурвич проживал в доме престарелых. Получение престижной награды за работу, написанную около сорока лет назад, стало для экономиста неожиданностью. Премию он получил в Миннеаполисе от посла Швеции Йонаса Хафстрома.
В середине июня 2008 года был госпитализирован в связи с почечной недостаточностью и 24 июня скончался.

### Почётные лекции и стажировки
- 1955 — приглашённый профессор (Visiting Professor and Fellow) Центра современных исследований в изучении поведения Стэнфордского университета (Center for Advanced Study in the Behavioral Sciences, Stanford University).
- 1959 — приглашён в Стэнфордский университет повторно.
- 1965 — приглашённый преподаватель (Visiting Lecturer) Университета Бангалора (Индия).
- 1969 — приглашённый исследователь и профессор по экономике (Visiting Research Professor and Professor of Economics) Гарвардского университета.
- 1972 — почётная лекция имени Эли (конференция Американской экономической ассоциации).
- 1976 — приглашённый профессор экономики в Университете Калифорнии в Беркли.
- 1982 — приглашённый профессор экономики в Токийском университете.
- 1986 — приглашённый преподаватель в Китайском народном университете в Пекине.
- 1988 — приглашённый учёный в области теории децентрализации (Университет Индонезия, Джакарта).
- 1988, 1989 — приглашённый профессор в Северо-западном университете
- 1998 — приглашённый профессор Университета Калифорнии в Санта-Барбаре (США)
- 1999 — приглашённый профессор Калифорнийского технологического института (США)
- 2001 — приглашённый почётный профессор (Visiting Distinguished Professor) Университета Иллинойса.
- 2002 — приглашённый профессор Университета Мичигана.

### Общественная работа в научном сообществе
- Президент Эконометрического общества (1969).
- Академик Американской академии искусств и наук (с 1965) и Национальной академии наук США (с 1974)[17].

## Научные достижения
Гурвичу и его коллегам удалось создать теорию, помогающую выявлять эффективные торговые механизмы и схемы регулирования экономики, а также определять, насколько в той или иной ситуации необходимо вмешательство государства. Учёные заложили основы теории оптимальных механизмов и объясняли процесс оптимального распределения ресурсов.
Ввёл критерий Гурвича, которые придаёт решению значение как сумму его возможных наилучших и наихудших результатов. Именем учёного назван предложенный им для теории принятия решений коэффициент оптимизма-пессимизма (в литературе на русском языке обычно именуется коэффициентом Гурвица, через букву «ц»). В отличие от теории игр, предложенной Джоном Нэшем, на которой базировались Гурвич с коллегами, экономисты анализировали ситуацию, когда игроки могут повторно играть, обучаясь при этом. Данная теория применяется в тех случаях, когда не существует совершенного рынка или системы, к примеру, во время политических переговоров или в ситуации внутри фирмы.
Цель создания теории — найти средства для того, чтобы достигнуть определённого результата с учётом знаний и интересов людей, в том числе, скрытых интересов. Он предположил, что желаемого результата можно достичь только при условии предоставления людям стимулов. Одним из примеров является аукцион второй цены, суть которого заключается в том, что покупатели сами предлагают цену, побеждает тот, кто предложит самую высокую стоимость, но оплачивает он не названную собой цену, а следующую за ним, цену второго участника. Это стимулирует участников торгов говорить правду, не пытаясь избежать расплаты.

## Премии, награды и признание
- 1977 — Почётный член (Distinguished Fellow) Американской экономической ассоциации
- 1980 — Почётный доктор наук, Северо-западный университет (США)
- 1984 — Почётный профессор Центральнокитайского университета науки и технологии (Вухан)
- 1984 — Почётный учёный Калифорнийского технологического института
- 1989 — Doctor Honoris Causa (Universitat Autònoma de Barcelona, Испания)
- 1990 — Национальная научная медаль США.
- 1993 — Почётный доктор экономики (Doctor of Economics, honoris causa) Университет Кейо, Токио
- 1993 — Почётный доктор права (Чикагский университет)
- 1994 — Doctor honoris causa (Варшавская школа экономики)
- 2004 — Doctor rer. pol. honoris causa (Университет Бильфилда)
- 2007 — Премия по экономике памяти Альфреда Нобеля «за создание основ теории оптимальных механизмов» (совместно с Эриком Маскиным и Роджером Майерсоном)[21]. Леонид Гурвич стал самым старым (на момент вручения) лауреатом этой престижной премии.
- 14 апреля 2007 года в Университете Миннесоты прошла конференция, посвящённая Л. Гурвичу: «Perspectives on Leo Hurwicz». В конференции приняли участие нобелевские лауреаты по экономике Кеннет Эрроу и Дэниел МакФадден.

## Основные работы
- Стохастические модели экономических колебаний (Stochastic Models of Economic Fluctuations, 1944);
- Оптимальность и информационная эффективность распределения ресурсов (Optimality and Informational Efficiency in Resource Allocation (1960) in Arrow, Karlin and Suppes (eds.), Mathematical Methods in the Social Sciences, Stanford University Press);
- Эрроу К. Дж., Гурвиц Л., Удзава Х. Исследования по линейному и нелинейному программированию — М.: Издательство иностранной литературы, 1962. — 334 с. (англ. Studies of Linear and Nonlinear Programming, 1958)
- Об информационно децентрализованных системах (On Informationally Decentralized Systems (1972) in Radner and McGuire, Decision and Organization, North-Holland);
- О распределениях, достижимых через равновесие Нэша (On Allocations Attainable through Nash Equilibria, 1979);
- Проектирование экономических механизмов (Designing Economic Mechanisms, 2006, совместно с С. Рейтером).